# IC 4007/1
IC 4007/1 је спирална галаксија у сазвијежђу Береникина коса која се налази на листи објеката дубоког неба у Индекс каталогу.
Деклинација објекта је + 19° 57' 53" а ректасцензија 13h 0m 7,0s. Привидна величина (магнитуда) објекта IC 4007 износи 15,4 а фотографска магнитуда 16,2.